# Aphodobius ugandanus
Aphodobius ugandanus är en skalbaggsart som beskrevs av Vladimir Balthasar 1963. Aphodobius ugandanus ingår i släktet Aphodobius och familjen Aphodiidae. Inga underarter finns listade i Catalogue of Life.